# Dlouhý pochod (raketa)

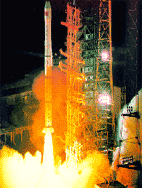
Start rakety Dlouhý pochod 3A

Dlouhý pochod (český přepis Čchang-čeng, čínsky: 长征, anglicky Long March) je řada kosmických nosičů vyvíjených Čínskou lidovou republikou. Značí se LM pro export a nebo CZ v Číně, z přepisu názvu rakety "Chang Zheng". Jako první nosič CZ-1 byla použita modifikovaná mezikontinentální střela Dong Feng 4.

## Historie
Čína vypustila svůj první satelit, známý jako Dong Fang Hong 1 ("Východ je Rudý"), na orbitu Země raketou Dlouhý Pochod 24. dubna 1970, stávajíc se tak pátým státem schopným vypouštět na orbitu družice. První starty se soustřeďovaly na čínské satelity a měly proměnlivou úspěšnost. Od roku 1990 se raketa Dlouhý pochod otevřela mezinárodním nabídkám.
K březnu roku 2016 letěla tato raketa více než 225krát.

## Využití
Raketa byla a je využita pro program Šen-čou. S její pomocí byl v prosinci 2013 dopraven na povrch Měsíce šestikolový vozík Nefritový králík.

## Paliva
První dva stupně raket Dlouhý pochod 1 používají asymetrický dimethylhydrazin (UDMH) a jako okysličovadlo směs HNO3 a N2O4, třetí stupeň je na tuhá paliva.
Dlouhý pochod 2, 3 a 4 jako okysličovadlo využívá čistý N2O4 a jako palivo taktéž UDMH. Dlouhý pochod 3 pro svůj třetí stupeň používá motor na vodík a kyslík.
Nová generace raket Dlouhý pochod 5 a z ní odvozené Dlouhý pochod 6 a 7 využívají tekutý kyslík a kerosin v prvních stupních a pomocných motorech, v horních stupních pak vodík a kyslík.

## Varianty
| Model              | Status    | Počet stupňů                     | Výška (m)         | Max. průměr (m) | Vzletová hmotnost (t) | Vzletový tah (kN) | Náklad (LEO, kg) | Náklad (GTO, kg) |
| ------------------ | --------- | -------------------------------- | ----------------- | --------------- | --------------------- | ----------------- | ---------------- | ---------------- |
| Dlouhý pochod 1    | vyřazena  | 3                                | 29,86             | 2,25            | 81,6                  | 1020              | 300              | -                |
| Dlouhý pochod 1D   | vyřazena  | 3                                | 28,22             | 2,25            | 81,1                  | 1101              | 930              | -                |
| Dlouhý pochod 2A   | vyřazena  | 2                                | 31,17             | 3,35            | 190                   | 2786              | 1800             | -                |
| Dlouhý pochod 2C   | aktivní   | 2                                | 35,15             | 3,35            | 192                   | 2786              | 2400             | -                |
| Dlouhý pochod 2D   | aktivní   | 2                                | 33,67 (Bez krytu) | 3,35            | 232                   | 2962              | 3100             | -                |
| Dlouhý pochod 2E   | vyřazena  | 2 (plus 4 přídavné motory)       | 49,69             | 7,85            | 462                   | 5923              | 9500             | 3500             |
| Dlouhý pochod 2F   | aktivní   | 2 (plus 4 přídavné motory)       | 58,34             | 7,85            | 480                   | 5923              | 8400             | 3370             |
| Dlouhý pochod 2F/G | aktivní   | 2 (plus 4 přídavné motory)       | N/A               | 7,85            | N/A                   | N/A               | 11 200           | N/A              |
| Dlouhý pochod 3    | vyřazena  | 3                                | 43,8              | 3,35            | 202                   | 2962              | 5000             | 1500             |
| Dlouhý pochod 3A   | aktivní   | 3                                | 52,52             | 3,35            | 241                   | 2962              | 8500             | 2600             |
| Dlouhý pochod 3B   | vyřazena  | 3 (plus 4 přídavné motory)       | 54,84             | 7,85            | 426                   | 5924              | 12 000           | 5100             |
| Dlouhý pochod 3B/E | aktivní   | 3 (plus 4 přídavné motory)       | 56,33             | 7,85            | 459                   | 5924              |                  | 5500             |
| Dlouhý pochod 3C   | aktivní   | 3 (plus 2 přídavné motory)       | 55,64             | 7,85            | 345                   | 4443              | ?                | 3800             |
| Dlouhý pochod 4A   | vyřazena  | 3                                | 41,9              | 3,35            | 249                   | 2962              | 4000             | (SSO) 1500       |
| Dlouhý pochod 4B   | aktivní   | 3                                | 44,1              | 3,35            | 254                   | 2971              | 4200             | (SSO) 2200       |
| Dlouhý pochod 4C   | aktivní   | 3                                | 45,8              | 3,35            |                       | 2971?             | 4200             | (SSO) 2800       |
| Dlouhý pochod 5    | aktivní   | 3 (plus 4 přídavné motory)       | 62                | 5               | 867                   | N/A               | 25 000           | 14 000           |
| Dlouhý pochod 5B   | aktivní   |                                  | 53,7              | 5               | 837,5                 |                   | 22 000+          |                  |
| Dlouhý pochod 6    | aktivní   | 3                                | 29                | 3,35            | 103                   | 1340              |                  | (SSO) 500        |
| Dlouhý pochod 6A   | ve vývoji | 2 (plus 4 přídavné motory        | 50                | 3,35            | 530                   |                   |                  | (SSO) 4000       |
| Dlouhý pochod 7    | aktivní   | 2 (plus 4 přídavné motory)       | 53                | 3,35            | 597                   | 7200              | 13 500           | 7000             |
| Dlouhý pochod 7A   | aktivní   | 3 (plus 4 přídavné motory)       | 60                | 3,35            | 573                   | 7200              |                  | 7800             |
| Dlouhý pochod 8    | aktivní   | 2 (plus 2 přídavné motory)       | 50,3              | 3,35            | 356,6                 | 4800              | 7600             | 2500             |
| Dlouhý pochod 9    | ve vývoji | 3 (plus 0 až 4 přídavné motory   | 100               | 8 až 10         | 3000                  | ~25 000           | 140 000          | 50 000           |
| Dlouhý pochod 11   | aktivní   | 3 na tuhá paliva (1 na kapalný?) | 20,8              | ~2?             | 58                    |                   | 700              | (SSO) 350        |

| 2A | 2C | 2D | 2E | 2F | 3 | 3A | 3B | 3C | 4A | 4B | 4C |
| -- | -- | -- | -- | -- | - | -- | -- | -- | -- | -- | -- |
|    |    |    |    |    |   |    |    |    |    |    |    |